# Иерофей (Померанцев)
Иерофей (в миру Иван Юрьевич Померанцев; 5 (17) февраля 1880, Болхов, Орловская губерния — 2 марта 1942, Архангельская область) — деятель обновленчества, обновленческий митрополит Казанский и Свияжский.

## Биография
В 1900 году окончил Орловскую духовную семинарию и поступил в Санкт-Петербургскую духовную академию.
В 1903 году был пострижен епископом Сергием (Страгородским) в монашество с именем Иерофей.
В 1904 году окончил Санкт-Петербургскую духовную академию со степенью кандидата богословия и в том же году назначен помощником смотрителя Самарского училища в сане иеромонаха.
С 20 ноября 1906 года — инспектор Александровской семинарии в Ардоне.
24 марта 1909 года назначен ректором Ардонской духовной семинарии с возведением в сан архимандрита.
С 24 марта 1911 года — ректор Тифлисской духовной семинарии.
С 12 августа 1914 года был ректором Самарской семинарии.
С 22 сентября 1916 года — ректор Волынской духовной семинарии. 1 августа 1917 года был уволен от должности ректора.
В 1919 году Иерофей — архимандрит Александро-Невской Лавры и благочинный монастырей и подворий Петроградской епархии.
26 декабря 1919 года он хиротонисан во епископа Юрьевского, викария Владимирской епархии.
3 июля 1920 года — епископ Иваново-Вознесенский и Юрьевецкий.
В 1922 году был привлечён к следствию в связи с изъятием церковных ценностей, будучи обвинен в сокрытии от властей икон. Незамедлительно опубликовал в губернской газете «Рабочий край» письмо в поддержку изъятия церковных ценностей, причём в письме содержались также нападки в адрес Патриарха Тихона: «Патриарх, Никанор, Серафим и другие должны быть наказаны, как мозги, поставленные руководить тёмной массой». В обновленческом журнале «Живая Церковь» № 2 сообщалось, что Ревтрибунал гор. Иваново-Вознесенска постановил привлечь к ответственности за сокрытие церковных ценностей местного епископа Иерофея, «занявшего крайне реакционную позицию». Однако в № 3 того же журнала, вышедшем через две недели, уже была напечатана статья Иерофея «Нужен ли патриарх», выдержанная в духе стопроцентной живоцерковной идеологии. Таким образом, для «перемены позиции» и признания обновленческого Высшего церковного управления епископу Иерофею понадобилось ровно две недели.
В начале 1923 года был возведен обновленческим Высшим Церковным Управлением в «архиепископы».
Был участником II-го обновленческого «Всероссийского Поместного Священного Собора» в апреле-мае 1923 года, на котором подписал постановление собора о лишении сана и монашества Святейшего Патриарха Тихона.
21 августа того года был утверждён уполномоченным обновленческого Синода по Иваново-Вознесенской епархии.
17 сентября 1923 года Патриарх Тихон постановил «ввиду явного уклонения в раскол Иваново-Вознесенского епископа Иерофея считать кафедру города Иваново-Вознесенска свободной».
С октября 1929 года — обновленческий митрополит Симферопольский и Крымский.
С ноября 1933 года — обновленческий митрополит Казанский и Свияжский.
Арестован 5 августа 1938 года. 11 августа 1938 года освобождён от управления Казанской обновленческой митрополией и уволен за штат.
2 сентября 1939 года Судебной коллегией Верховного суда ТАССР приговорён к 10 годам лишения свободы с конфискацией имущества и поражением в правах на 5 лет. 2 сентября 1940 года приговор Особым совещанием НКВД СССР был заменён на 8 лет ИТЛ.
Этапирован в Архангельский лагерь, где скончался 2 марта 1942 года. Реабилитирован 24 августа 1989 года.